# Sidi Kacem
Sidi Kacem (arabiska: سيدي قاسم) är en stad i Marocko och är administrativ huvudort för provinsen Sidi Kacem som är en del av regionen Rabat-Salé-Kénitra. Folkmängden uppgick till 75 672 invånare vid folkräkningen 2014.